# P 6 Kongo

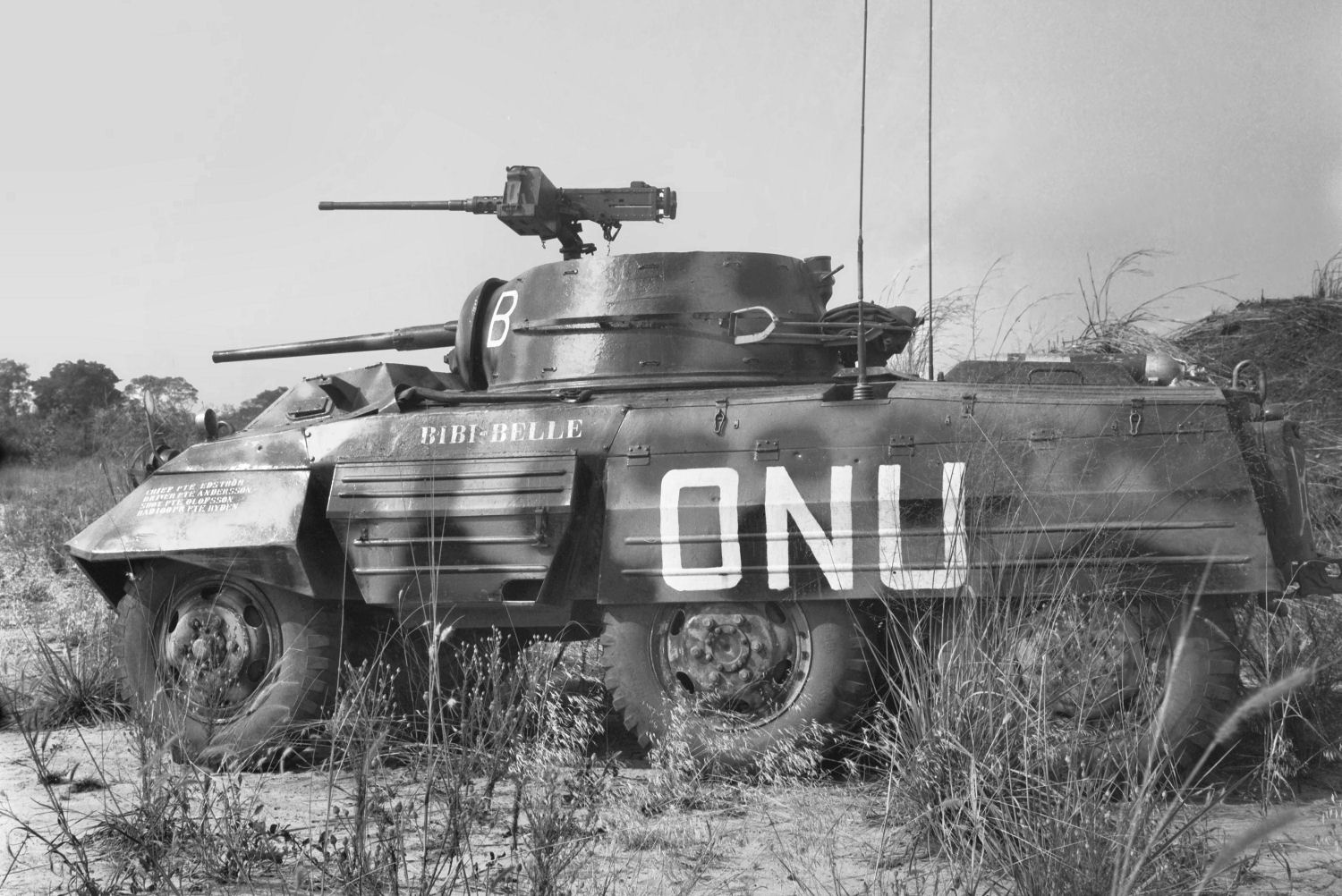
Den ursprungliga "Bibi-Belle" vid Kamina, 1963

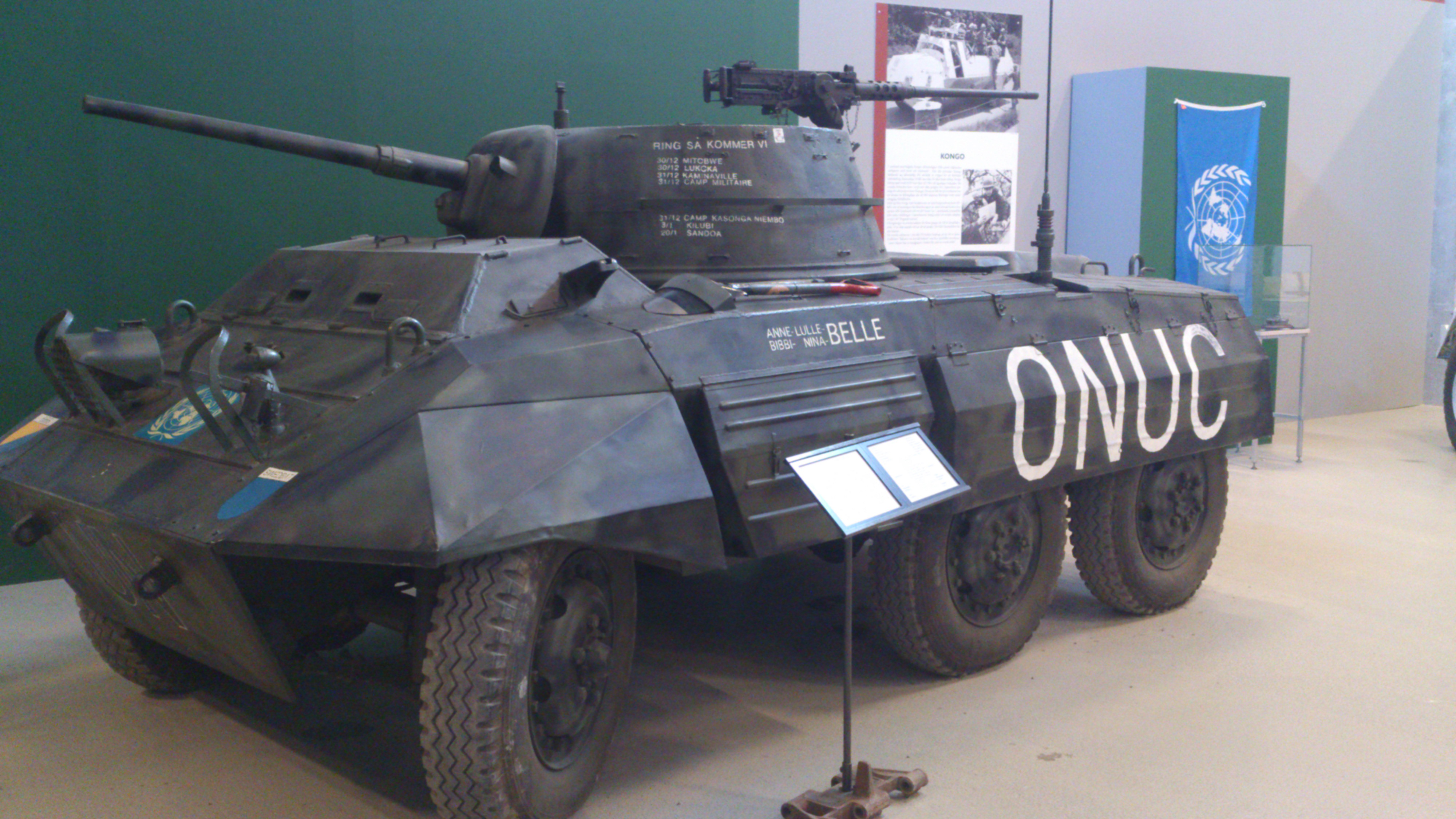
Inkorrekt målad replika på en M8 Greyhound som ingick i P 6 Kongo, här utställd vid Försvarsfordonsmuseet Arsenalen.

P 6 Kongo var åren 1962–1964 ett inofficiellt namn på ett svenskt pansarbilsförband ingående i ONUC. 
Namnet uppkom genom att den svenska bataljonsledningen gav tillstånd till bataljonen att iordningställa och använda sig av ett antal pansarbilar av typen M8 Greyhound. De två första erövrades 1961 efter en strid mot det katangesiska gendarmeriet, och döptes till "Nina-Belle" och "Lulle-Belle". I december 1962 erövrades ytterligare två M8 Greyhound, vilka döptes till "Anne-Belle" och "Bibi-Belle". Bakgrunden till att styrkan fick beteckningen P 6 var på grund av att det vid den tiden ej existerade något svenskt förband med den beteckningen. Förbandet har dock ingen koppling till det senare svenska regementet Norra skånska regementet (P 6).
Styrkan kom totalt att bestå av fyra stycken M8 Greyhound och två stycken M3 Scout Car. Dessa fick ett eget emblem i blått och gult med inskriptionen P 6 i svart. Emblemet var utformat som en sköld och placerat i pansarbilens front över höger framhjul.
I samband med att det svenska engagemanget började avvecklas i Kongo, var det tänkt att dessa fordon skulle föras över till den första svenska bataljonen på Cypern 1964. Dock så kom dessa aldrig att föras över på grund av att FN beslutade om att bland annat dessa fordon skulle återlämnas till den nya regimen i Kongo-Léopoldville.